# 빌뉴스주

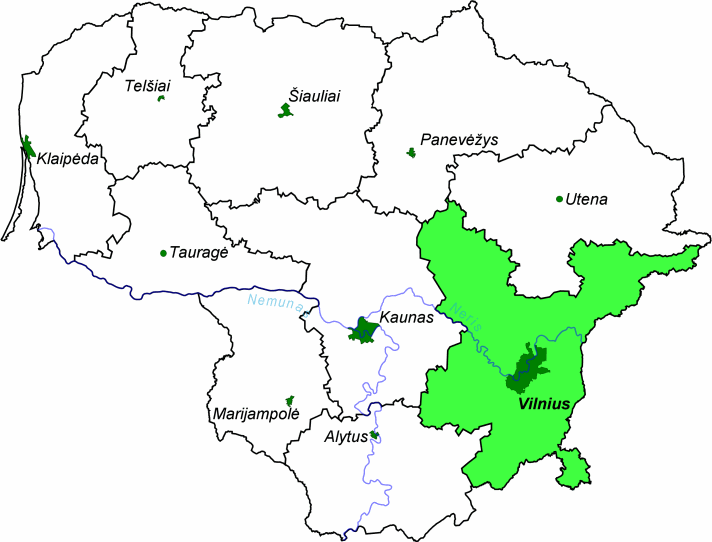
빌뉴스 주의 위치

빌뉴스주(리투아니아어: Vilniaus apskritis)는 리투아니아 동부에 위치한 주로 주도는 빌뉴스(리투아니아의 수도)이며 면적은 9,731km2, 인구는 848,097명(2008년 기준), 인구 밀도는 87명/km2, ISO 3166-2 코드는 LT-VL이다. 리투아니아에서 면적이 가장 넓고 인구가 가장 많은 주이며 8개 지방 자치체(엘렉트레나이시, 샬치닝카이구, 시르빈토스구, 슈벤초니스구, 트라카이구, 우크메르게구, 빌뉴스시, 빌뉴스구)를 관할한다.

주기
주 문장